# Cantonul Bayonne-2
Cantonul Bayonne-2 este un canton francez din departamentul Pyrénées-Atlantiques.

## Istorie
Un nou decupaj teritorial al departamentului Pyrénées-Atlantiques a intrat în vigoare în 2015. Acesta a fost definit prin decretul din 25 februarie 2014, în aplicarea legilor din 17 mai 2013 (legea organică 2013-402 și legea 2013-403).
Cantonul Bayonne-2 este format din comuna Boucau, provenită din fostul canton Bayonne-Nord, și dintr-o fracțiune a comunei Bayonne. Acesta este situat în întregime în arondismentul Bayonne, iar centrul cantonal se află în Bayonne.

## Compoziție
Cantonul Bayonne-2 cuprinde:
- Boucau
- partea comunei Bayonne situată în interiorul perimetrului definit de axul următoarelor drumuri și limite: de la limita teritorială a comunei Anglet, cursul râului Adour, bulevardul Henri-Grenet, drumul Saint-Bernard, cheiul Lesseps, strada Sainte-Ursule, linia de cale ferată Bordeaux-Irun, strada Maubec (de la numărul 81), cartierul Cité Madim, linia de cale ferată Bordeaux-Irun, bulevardul Jean-d'Amou, drumul Saint-Étienne, drumul Hamboum, strada Albert-Thomas, strada René-Cuzacq, bulevardul Maréchal-Juin, linia de cale ferată Bordeaux-Irun, cursul râului Adour, până la limita teritorială a comunei Mouguerre.

## Date demografice
În 2021, cantonul avea 28.904 locuitori, înregistrând o creștere de +10,71% față de 2015 (Pyrénées-Atlantiques: +3,43%, Franța fără Mayotte: +1,84%).